# Сент-Онора
Сент-Онора (фр. Saint Honorat, острів святого Гонората) — менший з двох найбільших з Леринських островів, розташований за три кілометри від мису Пальм Біч в місті Канни. Довжина острова — близько 1,5 км, ширина — 400 метрів.
Названий на честь святителя Гонората Арелатського, який заснував на острові Леринський монастир.

## Історія
За агіографією святого Гонората, до моменту заснування на острові Леринського монастиря (близько 410 року) Сент-Онора залишався безлюдним. З монастиря вийшло чимало християнських святих, в тому числі три арелатські єпископи (Гонорат, Іларій та Кесарій). За переказами, святий Патрик, просвітитель Ірландії, навчався в монастирі. Завдяки житію святого Гонората Арелатського острів став популярним місцем паломництва.
У VII-VIII століттях життя ченців порушувалася набігами, переважно з боку сарацинів. 732 року більшість ченців (в тому числі і настоятель монастиря святої Поркарі) були вбиті під час чергового набігу. 1635 року монахи були вигнані іспанцями, що були захопили острів, але повернулися через два роки, коли французи відбили острів. На Леринські острови тривалий час претендували Іспанія та Генуя, з часом число ченців скоротилося до чотирьох і 1787 року монастир було ліквідовано, острів перейшов у власність держави і був проданий заможній актрисі. 1859 року острів був викуплений католицьким єпископом Фрежусом, якийпрагнув відновити чернече життя на острові. Через десять років йому вдалося заснувати нове Цістерціанське абатство. На сьогоднішній день у монастирі поживає близько 30 ченців.

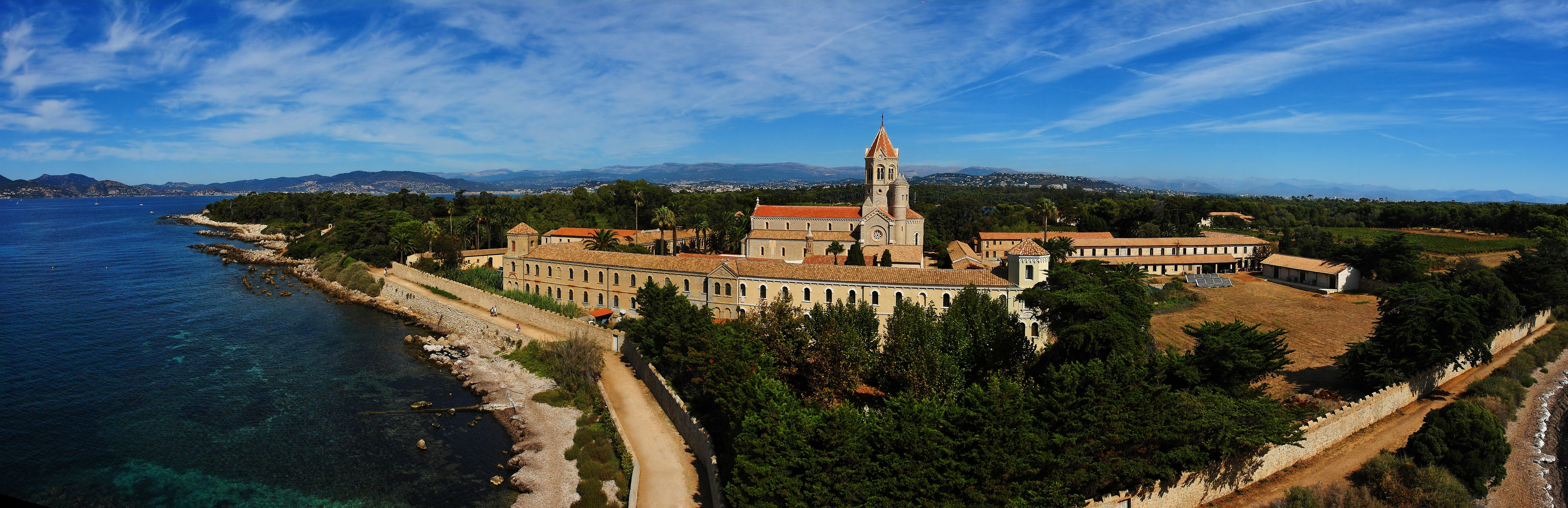
Сучасний вигляд Леринського абатства на острові Сент-Онора

## Фортеця

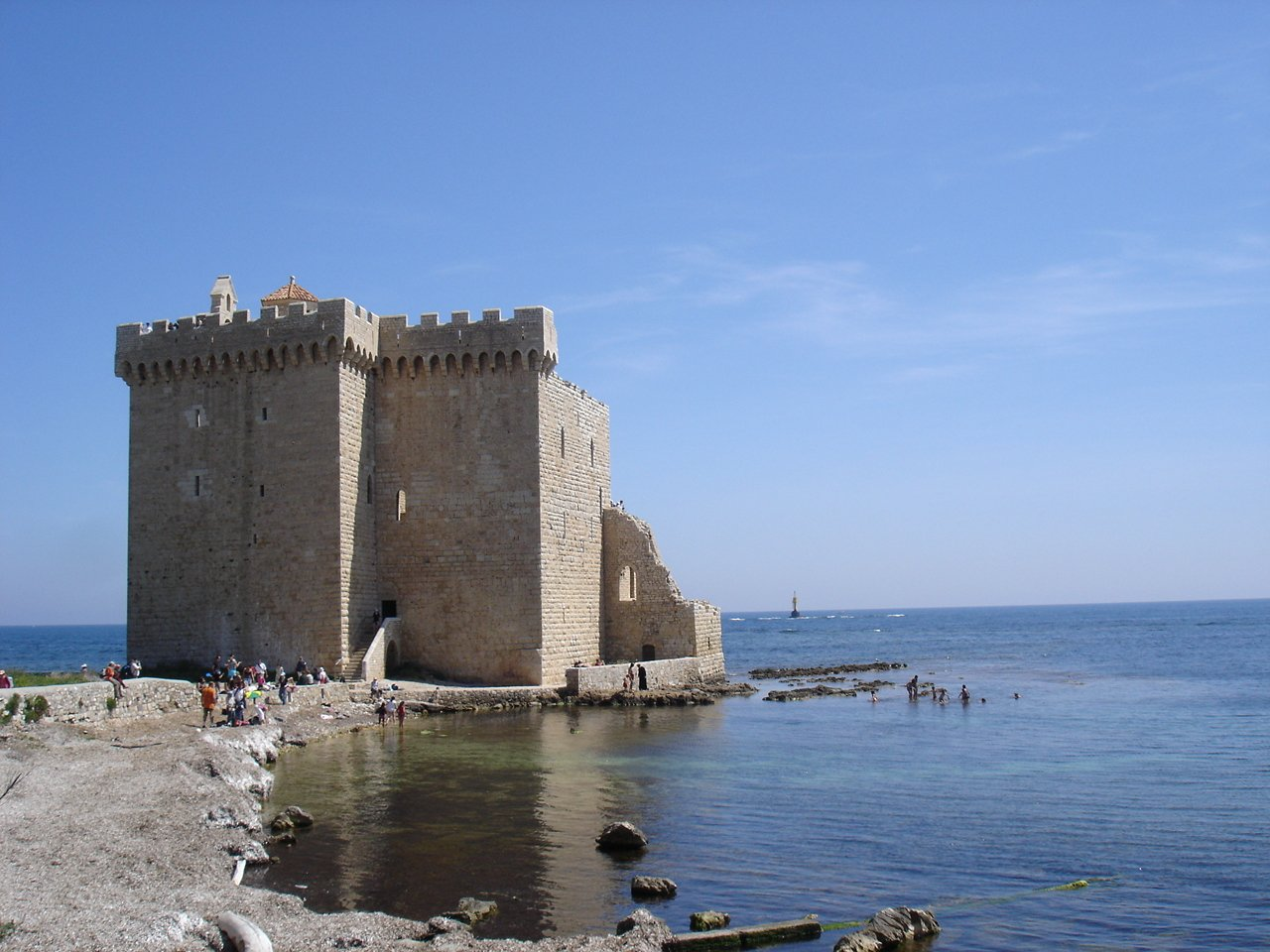
Фортеця острова Сент-Онора на південному узбережжі острова.

1073 року на острові були споруджені фортечні укріплення для захисту ченців від набігів сарацинів. Саме у цих фортечних спорудах проживали ченці починаючи з XV століття й до 1788 року.
Брама знаходиться на висоті 4 метрів над рівнем землі. Спершу потрапити досередини можна було за допомогою драбини та з часом бали споруджені кам'яні сходи. На першому поверсі знаходяться робочі келії зі склепінням XIV століття, на другому поверсі — приміщення для молитов. Звідти був перехід до Капелли Сент-Круа (Святого Хреста), тут зберігалися численні мощі святих. На вершині старого донжона відкривається мальовничий краєвид на Леринські острови та узбережжя аж до Альпійських гір.